# Университет сельского хозяйства Фейсалабада
Университет сельского хозяйства Фейсалабада (урду جامعہ زرعيه فيصل آباد‎‎, англ. University of Agriculture (Faisalabad)), — высшее государственное учебное заведение Пакистана в провинции Пенджаб, в городе Фейсалабад. Канцлером университета является Рафик Малик Мухаммад Раджвана.

## История
Основан в Лайяллпуре во времена Британской Индии в 1906 году.

## Рейтинги
По данным NTU Ranking  в 2013 году университет сельского хозяйства Фейсалабада занял 98-е место в мире и 20-е место в Азии среди университетов сельского хозяйства.
По данным QS World University Rankings в 2014 году университет сельского хозяйства Фейсалабада занял 139-е место в мире и 25-е место в Азии среди университетов сельского хозяйства.